# Guestroom
Albums de Ivy
Long Distance
(2000) In the Clear
(2005)
Singles
1. Digging Your Scene
Sortie : 27 mai 2002
2. Let's Go to Bed
Sortie : 2002

Guestroom est un album de reprises du groupe Ivy, sorti en 2002.

## Liste des titres
1. Let's Go to Bed (The Cure)
2. Kite (Nick Heyward)
3. Say Goodbye (Papas Fritas)
4. Streets of Your Town (The Go-Betweens)
5. I Don’t Know Why I Love You (The House of Love)
6. Only a Fool Would Say That (Steely Dan)
7. Digging Your Scene (The Blow Monkeys)
8. L’Anamour (Serge Gainsbourg)
9. Be My Baby (The Ronettes)
10. I Guess I’m Just a Little Too Sensitive (Orange Juice)